# Andreas Stangl

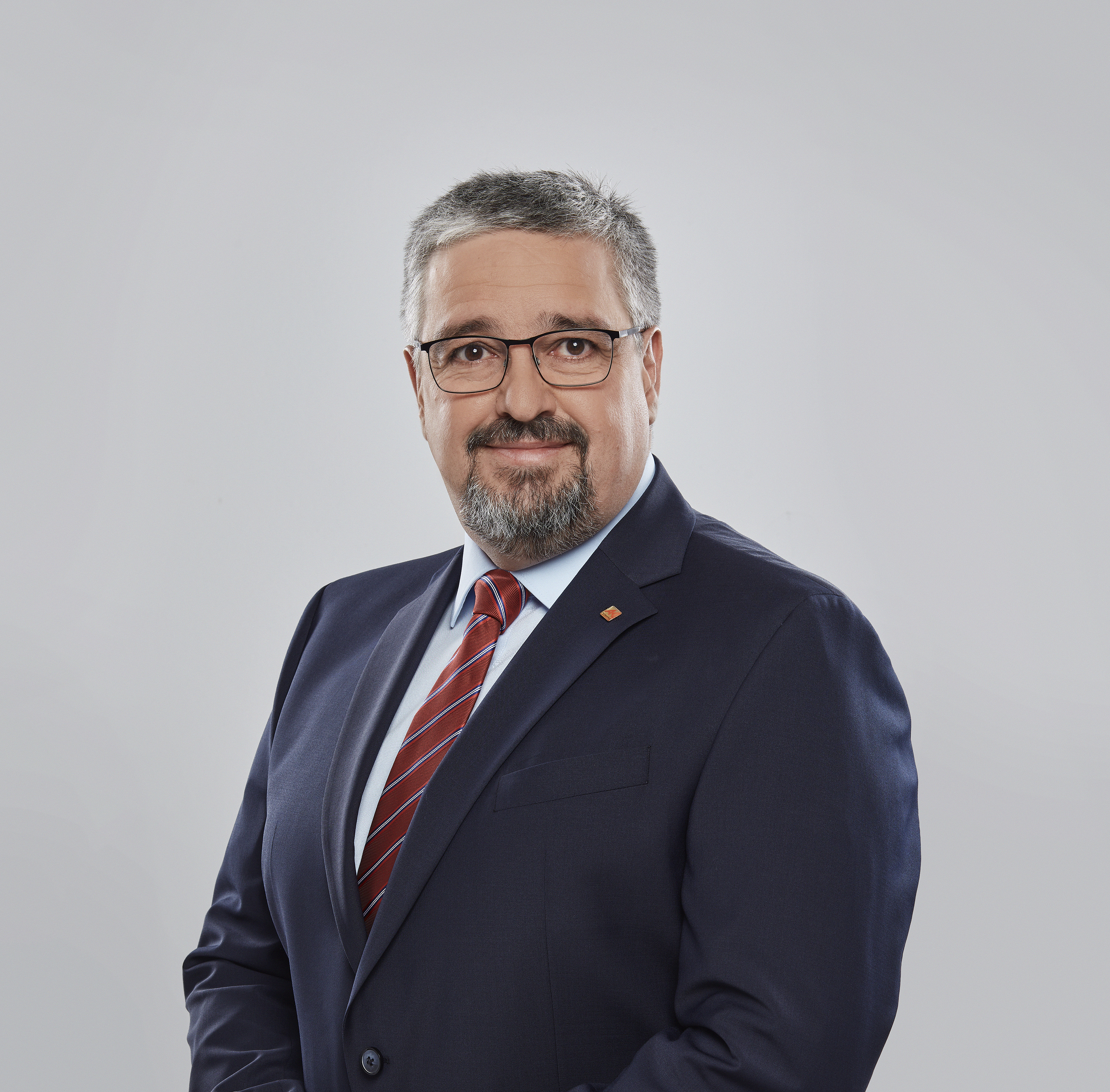
Andreas Stangl (2021)

Andreas Stangl (* 15. Dezember 1969) ist ein österreichischer Gewerkschafter und Sozialdemokrat. Seit November 2021 ist er Präsident der Arbeiterkammer Oberösterreich. Im Mai 2022 wurde er zum ÖGB-Landesvorsitzenden in Oberösterreich gewählt. 

## Berufslaufbahn
Andreas Stangl erlernte in der AMAG in Ranshofen einen Metallberuf und ist seit seiner Jugend in der Gewerkschaft aktiv. Er war Betriebsratsvorsitzender, Geschäftsführer der Gewerkschaft der Privatangestellten (GPA) Oberösterreich, Vorsitzender der Fraktion Sozialdemokratischer GewerkschafterInnen (FSG) in der AK, stellvertretender Vorsitzender des ÖGB und AK-Vizepräsident in Oberösterreich.
Er war langjähriger Stadtrat und bis Jänner 2020 Vizebürgermeister der Stadt Leonding.
| Personendaten    | Personendaten                                      |
| ---------------- | -------------------------------------------------- |
| NAME             | Stangl, Andreas                                    |
| KURZBESCHREIBUNG | österreichischer Gewerkschafter und Sozialdemokrat |
| GEBURTSDATUM     | 15. Dezember 1969                                  |